# Gisinianus flammeolus
Gisinianus flammeolus är en urinsektsart som först beskrevs av Hermann Gisin 1957.  Gisinianus flammeolus ingår i släktet Gisinianus, och familjen Katiannidae. Arten är reproducerande i Sverige.